# Оппдал
Оппдал (норв. Oppdal) — коммуна в губернии Сёр-Трёнделаг в Норвегии. Административный центр коммуны — город Оппдал. Официальный язык коммуны — нейтральный. Население коммуны на 2008 год составляло 6564 чел. Площадь коммуны Оппдал — 2274,42 км², код-идентификатор — 1634.

## История населения коммуны
Население коммуны за последние 60 лет.

Статистика коммуны Оппдал